# Terry Chimes
Terence "Terry" Chimes (Stepney, 5 juli 1956) is een Britse drummer. Chimes was de originele drummer van de punkgroep The Clash, tot en met 1977. In 1982 keerde Chimes terug en bleef in de formatie tot en met 1983. Hij speelde ook drums in Generation X en in de band van Johnny Thunders, The Heartbreakers.

## Loopbaan

### London SS en The Clash
Chimes was lid van de protopunk-groep London SS, de voorloper van The Clash. De toekomstige The Clash-oprichter Mick Jones en Paul Simonon waren namelijk ook even lid van London SS. Overige bekend geworden leden van de band waren Tony James (later Sigue Sigue Sputnik) en Brian James (later The Damned). Hun wegen met die laatste twee scheidden, maar met Joe Strummer (zang) en Keith Levene (gitaar) was The Clash gevormd. Chimes was een van de originele bandleden. In zijn eerste periode bij The Clash speelde Chimes onder het pseudoniem "Tory Crimes", zoals op hun homonieme debuutalbum.
Chimes en Levene verlieten even de groep, maar Chimes keerde weer terug voor de opnames van hun eerste studioalbum The Clash. Levene, daarentegen, beschouwde The Clash als verleden tijd. In april 1977 werd Chimes vervangen door Topper Headon. De meeste magna opera van The Clash dateren van de periode met Headon als drummer. Echter doordat die laatste met een heroïneverslaving worstelde, werd hij in 1982 uit de groep geweerd en aan Chimes werd daarom gevraagd om terug te keren. Hij stemde hier mee in. Chimes is te zien in de clip van "Rock the Casbah". Headon was nog van de partij, zij het op "Rock the Casbah" op drums en bas en Simonon als achtergrondzanger. Chimes ging met The Clash op tournee. In 1983 verliet Chimes de band, maar dan definitief. Ook werd Mick Jones ontslagen, een van de oprichters.
Strummer en Simonon bleven achter als originele leden. In 1986 kwam een einde aan The Clash doordat het succes razendsnel was afgenomen.

### Later leven
Chimes heeft drums gespeeld voor de band van Johnny Thunders, The Heartbreakers, in 1977 en 1984.
Tussen zijn periodes bij The Clash door was hij actief als drummer in Cowboys International (1979) en nog later in de band van Billy Idol en Tony James; Generation X (1980–1981).
Naar aanleiding van hun dertiende studioalbum The Eternal Idol mocht Chimes in 1987 als drummer mee op tournee met Black Sabbath, de band rond zanger Ozzy Osbourne.
Chimes toerde eveneens met de solo-artiest Billy Idol.
In 2003 werd Chimes opgenomen in de Rock and Roll Hall of Fame als lid van The Clash. Hij gaf een speech waarin hij het werk van collega-drummer Topper Headon prees.
Chimes is een professioneel chiropractor.